# 세르세

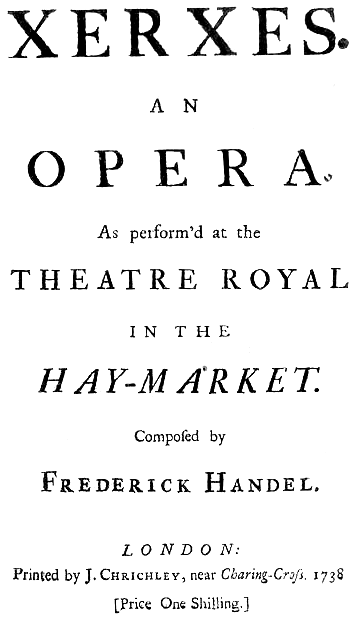

세르세(Serse)는 게오르크 프리드리히 헨델이 작곡한 3막의 오페라 세리아이다. 이 오페라의 대본가는 미상이나, 아마도 조반니 보논치니가 작곡한 같은 이름의 초기 오페라의 대본(실비오 스탐피글리아 작성)에서 비롯된 것으로 본다.
열정이 익살과 풍자와 섞여서 인간 본성의 광기가 표출되지만, 우스꽝스럽게 그려지진 않는다. 이 오페라는 기원전 480년의 페르시아를 무대로 두었다. 대본이나 음악에서 그 설정과는 거의 무관하지만, 페르시아의 크세르크세스 1세에 느슨히 뿌리를 두었다. 세르세는 바지 역할이다. 즉, 메조소프라노가 연기하는 남자 역을 의미한다.

## 공연 역사
세르세는 1738년 4월 15일 런던의 런던, 헤이마켓의 국왕 극장에서 초연을 가졌다. 음악이 매우 아름다웠지만 성공을 거두지는 못했다. 초연을 포함해 5번의 공연이 후 막을 내렸다. 그 후 250년간 잊혀졌으며, 1980년대에 다시 부활하였다. 이 작품의 전곡 녹음은 1979년에 이뤄졌다.

## 등장인물
- 세르세 / 페르시아 제국의 왕 ([카스트라토] 또는 [소프라노], [메조소프라노])
- 아사메네 / 세르세의 남동생 (알토)
- 아마스트레 / 세레세와 약혼한 외국의 공주 (콘트랄토)
- 로밀다 / 아사메네의 연인 (소프라노)
- 아탈란타/ 로밀다의 여동생, 아사메네를 짝사랑함 (소프라노)
- 아리오다테/ 세레세의 신하, 로밀다, 아탈라타의 아버지 (베이스)
- 엘비로 /세레세의 호위병 (베이스)

## 줄거리

### 1막
페르시아 제국의 폭군인 세르세는 소나무를 무척이나 아낀다. 정원 안을 거닐며 소나무를 향한 그의 애정을 얘기한다. 그의 남동생인 아사메네는 세르세의 호위병인 엘비로를 대동하여 그의 연인 로밀다를 찾으러 나타난다. 그들은 왕이 나무를 향한 사랑을 예로 든 사랑의 노래를 듣게 된다. 세르세는 갑자기 로밀다를 보게 되고, 순간 사랑에 빠지게 된다. 그는 아사메네로부터 그 노래 부르는 이가 누구인지 알게 되며, 아사메네에게 그녀와의 결혼을 성사하게끔 도와달라고 명령한다. 아사메네가 한참 동안 주저하자, 세르세는 그녀에게 가서 스스로 얘기하리라 결심한다.
아사메네는 로밀다를 처음 발견한 후 그녀에게 세르세의 생각에 대해서 경고하나, 로밀다는 그는 언제나 같으리라고 맹세한다. 로밀다의 여동생인 아탈란타는 용기를 내서 아사메네를 향한 사랑을 고백하나, 그들은 그녀를 무시한다.
세르세는 로밀다에게 다가가 그의 왕좌를 공유하자고 하나, 아사메네가 중간에 껴들다가 갑자기 사라진다. 로밀다는 아사메네에게 진실되기를 약속하고, 이것은 세르세의 더한 역정만 불러일으킨다.
아 마스트레는 세르세와 약혼한 외국의 공주로 군인으로 변장한 후 무대에 등장해서 몸을 숨긴다. 아리오단테는 세르세의 신하로 두 자매의 아버지로 승리에 가득 찬 전쟁을 축하한다. 세르세는 그에게 그 보답으로 약속하기를 로밀다는 세르세의 핏줄로 자신과 동등한 위치에 가지는 왕자와 결혼하게 될 것을 약속한다. 아마스트레는 세르세의 새 사랑에 관한 것을 엿듣게 되고, 자신의 정체를 거의 내 비칠 뻔하다. 세르세는 홀로 남아서 그의 가슴 속에 자리잡은 새로운 사랑의 불꽃에 대해서 깊이 생각한다.
아사메네는 이제 도망쳐서 앨비로에게 로밀다에게 비밀리에 만나 달라고 요청하는 편지를 건네줄 것을 명령한다.
아마스트레는 세르세를 향해 복수하기로 맹세한다.
아탈란타는 로밀다가 세레세를 받아들이도록 설득한다. 그러나 로밀다는 동생의 계획을 꿰뚫어보고선, 아탈란타에게 그녀의 욕망을 바꾸라고 말한다.
아탈란타는 그녀의 어떤 매력을 이용해서 아사메네의 마음을 얻기로 결심한다.

### 2막
어느 길거리, 엘비로는 주인의 편지를 로밀다에게 몰래 잠입하기 위해서 꽃 파는 아가씨로 변장한다. 그는 아마스트레와 우연히 맞닥뜨리게 되고 세르세-로밀다-아사메테의 사랑의 삼각관계에 관한 모든 이야기를 입 밖에 내고 만다. 아마스트레는 결국 모든 희망을 버린다.
사랑의 열병을 앓는 아탈란타는 엘비로에게 다가가 그녀가 아사메네의 편지를 자신의 언니에게 건네준다고 꿍꿍이를 피우며, 로밀다가 마침내 세르세의 뜻에 굴한다고 얘기한다. 세르세가 아탈란타가 편지를 읽는 것을 보고 있을 때, 그녀는 아사메네가 사랑하는 것은 자신이며, 로밀다를 오직 사랑한 척한 것이다고 부르짖는다. 세르세는 전율하며 아사메네와의 결혼을 향한 자신의 축복의 말을 건넨다.
세르세는 로밀다의 집으로 가서 의기양양하게 그녀에게 그 편지를 건넨다. 혼란스러운 로밀다는 여전히 아사메네에게 진실되기를 맹세한다. 세르세가 말하길 만약 이 경우라면 그는 그녀를 거절한 것이지만, 그는 어떡해 할지 모르는 채 황급히 떠난다. 로밀다는 질투가 없는 사랑이 어디에 있겠느냐며 자문한다.
엘비로는 아마스트레가 자살하려는 것을 막고는, 로밀다는 이제 세르세를 사랑한다는 말을 함으로써 아사메네를 성나게 한다.
모두가 전장에 임하는 군대가 건너기 위하여 아시아로부터 그리스까지의 물 위를 가로지르는 다리를 지으라 세르세가 명령한 유명한 선박의 다리의 완성을 축하하려 모인다. 이제 역시 자살하려는 맘으로 가득 차 있는 아사메네는 세르세로부터 그는 그의 여인을 가질 수 있다는 말을 듣는다. 아사메네는 오해가 밝혀지기 전, 잠깐 동안 기뻐하나, 곧 사실이 밝혀지자 세레세에게 복수를 맹세한다. 세르세는 그 사이, 아탈란타에게 아사메네는 로밀다를 사랑하지 그녀는 아니라고 얘기한다. 그러나 그녀는 자신의 감정을 어쩔 수 없다고 말한다. 엘비로는 이제 취해서 그의 주인을 찾다가 폭풍우에 다리가 무너지는 것을 보게 된다.
세르세와 아마스트레는 둘 다 제각기 자신이 처한 상황에 대해서 불평한다. 아마스트레는 거의 자포자기 하게 되지만, 곧바로 마음을 추스르고 몸을 숨긴다.
세르세는 다시 한번 로밀다를 유혹하고자 한다. 그녀는 자신의 신념을 유지하고, 생각이 바뀌지 않을 거라 말한다. 아마스트레는 그 장면에서 불쑥 밀고 들어와 로밀다를 해하려 한다. 세르세는 아마스트레를 체포하고는 그 자리를 떠난다. 로밀다는 '그'를 풀어준다.
로밀다는 홀로 고독함을 느끼나, 다시 그녀는 아사메네에게 충실한 채로 남아 있기로 맹세한다.

### 3막
아사메네와 로밀다는 둘 다 그 상황에서 스리슬쩍 벗어나려는 아탈란타와 맞닥뜨리게 된다. 연인은 다시 결합하고 아탈란타는 다른 사람을 찾으러 떠나게 된다.
세르세는 세 번째로 로밀다를 설득하려고 한다. 그녀는 시간을 벌기 위해서 만약 그녀의 아버지가 승인한다는 조건 아래 결혼을 승낙하기로 꾸민다. 세르세는 기뻐하며 그는 이제 간다고 말하지만, 그는 다시 돌아올 것이다! 이 모든 것을 엿들은 아사메네는 그녀의 순결함을 항거하려는 로밀다와 대면한다. 아사메네는 홀로 남아 심장이 무너져 내린 듯하다.
깊은 숲 속에 세르세는 아리오다테에게 약속하기를 그의 승인으로 로밀다는 그의 집에 오게 되는 '고귀한 남편'을 맞이하게 될 것이라 약속한다. 세르레가 아사메네를 뜻한다고 추정한 아리오단테는 무척 기뻐한다. 로밀다는 세르세를 거부하기로 마음먹고, 그녀가 그를 만날 때 아사메네와의 관계를 아름답게 얘기한다. 세르세는 분노하며 아사메네를 죽이라고 명령한다. 로밀다는 아마스트레에게 가서 아사메네에게 경고하라고 부탁한다. 그 보답으로, 아마스트레는 로밀다에게 그녀로부터 세르세에게까지 편지를 건네 달라고 부탁한다. 아마스트레는 비록 그가 자신의 약혼을 깨는 행동을 했어도, 여전히 세르세를 사랑한다.
로밀다는 아사메네에게 죽음의 위협에 관해서 경고하려고 하나, 그는 그녀의 말을 믿지 않고 그들은 도시로 돌아가는 동안 무섭게 화를 내며 다툰다.
결혼 준비가 이제 막바지에 이르렀다! 아리오다테는 신랑을 호명하고, 아사메네와 로밀다는 여전히 싸운 채로 입장한다. 아리오다테가 그들에게 말하길 세르세는 그들이 결혼하기로 명령했다고 말한다. 그들은 결혼하고선 모두가 축하해주러 사라진다. 아리오다테는 로밀다가 '고귀한 남편'과 막 결혼했음을 알렸을 때, 세레세는 '고귀한 남편'의 진실된 정체를 밝히기로 결심한다.
한 편지가 세르세에게 전달된다. 그는 이것은 로밀다에게 온 것이라 추측하나, 갑자기 아마스트레의 서명임을 발견한다. 세르세는 이제 매우 짜증이 나서 분노를 터트리고 그에게 침을 뱉는다.
모두가 안으로 들어와서 세르세를 진정시키려고 하나, 그는 아사메네가 로밀다를 죽이라고 명령한다. 아마스트레는 만약 세레세가 그 심장을 찔러서 배신으로 진실된 사랑을 재보답 받기를 원하느냐고, 묻는다. 그가 그렇다고 말하자 그녀는 자신의 원 정체를 밝히고 세레세에게 칼날을 들이대며, 그를 먼저 죽이고 그다음은 그녀 자신이라고 위협한다. 세르세가 후회하자, 알탈란타는 새로운 연인을 찾기로 맹세하고, 세레세는 마침내 자신의 분노스러운 행동에 대해서 용서해 주기를 모든 이에게 청한다.

## 유명한 아리아
시작 아리아인 "Ombra mai fu"는 주인공인 페르시아의 왕 세르세(크세르크세스)가 나무에 바치는 사랑의 노래로 헨델의 가장 잘 알려진 아리아이다. 오페라의 막이 시작되자, 플라타너스 그늘에서 쉬고 있던 왕이 "귀엽고 사랑스러운 푸른 나무 그늘이 이렇게 감미로웠던 적은 없다."라는 노래 부른다. 이 아리아는 일반적으로 헨델의 "라르고"라 알려졌다. 비록 오페라의 상업적인 실패에도 불구하고, 19세기에 이 아리아가 재발견되고, 헨델의 가장 잘 알려진 작품 중 하나가 되었다.
자주 "세레세에서 라르고"라는 전체 제목과 함께, 독주 피아노나 바이올린과 피아노, 현악기군 등의 다른 기악곡으로 편곡되어 연주된다. 이 곡은 거의 서로 다른 성악군에게 불리기도 한다. 카운터테너인 안드레아스 숄과 데이비드 다니엘스, 데릭 리 레이진, 요시카즈 메라, 콘트랄토인 캐이틀린 페리어, 메조소프라노인 안네 소피 오터, 체칠리아 바르톨리와 자넷 베이커, 소프라노인 르네 플레밍, 테너인 호세 카레라스, 프리츠 분더리히, 안드레아 보첼리와 베이스 바리톤인 브린 터펠 등이 있다.
| 이탈리아어 원문                              | 한국어 번역 |
| -------------------------------------------- | ----------- |
| 레치타티보                                   |             |
| Frondi tenere e belle Del mio Platano amato, |             |
| Per voi risplenda il Fato                    |             |
| Tuoni, Lampi, e Procelle                     |             |
| Non vi oltraggino mai la cara pace,          |             |
| Ne giunga a profanarvi Austro rapace.        |             |
| 아리아                                       |             |
| Ombra mai fu Di Vegetabile,                  |             |
| Cara ed amabile Soave piu.                   |             |